# Maman und ich
Maman und ich ist eine französische Filmkomödie aus dem Jahr 2013. Die Handlung beruht auf den Lebenserfahrungen von Guillaume Gallienne, der zuerst das Bühnenstück, dann den Film geschrieben und bei der Verfilmung Regie geführt und die beiden Hauptrollen übernommen hat.

## Handlung
Guillaume ist der jüngste Sohn einer temperamentvollen Frau der oberen Gesellschaftsschicht. Er bewundert seine Mutter, die ihn wie ein Mädchen behandelt, sehr. Tatsächlich ist er im Gegensatz zu seinen sportbegeisterten Brüdern ein eher femininer Junge. Bezeichnend dafür ist, wie die Mutter ihre Kinder zum Essen ruft: „Jungs und Guillaume, zu Tisch!“ (So lautete auch der französische Originaltitel des Filmes: Les garçons et Guillaume, à table!) Der junge Guillaume verkleidet sich gerne als Kaiserin Sisi und begeistert sich für die Sevillana.
Schließlich wird er von seinen Eltern auf ein englisches Internat geschickt, wo er sich in seinen Mitschüler Jeremy verliebt. Diese Liebe bleibt jedoch unerwidert und in der Folge begreift sich Guillaume zum ersten Mal als Mann und nicht als Frau.
Als er versucht, sich dem Militärdienst zu entziehen, bekommt er den Rat, sich einer Psychoanalyse zu unterziehen. Nach einem Kur-Urlaub in den bayerischen Bergen erhält Guillaume von einer Freundin der Familie den Rat: „Eines Tages wirst du dich verlieben: Entweder in einen Mann – dann bist du schwul, oder in eine Frau – dann bist heterosexuell.“ Sie rät ihm, seine Sexualität auszuprobieren; tatsächlich besucht der schüchterne Bursche einen Nachtklub für Schwule und begleitet einen Mann nach Hause. Doch Guillaumes erster Versuch schlägt fehl. Als er schließlich einem „gutbestückten“ jungen Russen nackt gegenübersteht, erkennt er, dass er schon immer Pferde gefürchtet hat und setzt sich mit dieser Angst auseinander.
Der Film endet mit dem Abendessen bei einer Bekannten, zu dem sie Guillaume als einzigen Mann einlädt („Les filles et Guillaume à table!“). Dort verliebt er sich in eine Frau, seine zukünftige Ehefrau Amandine. Schließlich versucht er, seiner Mutter zu erklären, was Stand der Dinge ist.

## Entstehung und Produktion
Der Film ist eine Bearbeitung des gleichnamigen, autobiographischen Bühnenstücks, in dem Gallienne alle Rollen gespielt hat. Die Verfilmung, in der er nur noch die Rollen des Guillaume und der Mutter übernahm, feierte beim Filmfestival von Cannes Premiere und war ab dem 20. November 2013 in den französischen Kinos zu sehen; Deutschland-Premiere war am 5. Juni 2014. Die deutsche Schauspielerin Diane Kruger hat einen Cameo-Auftritt als Colon-Therapeutin. Götz Otto spielt einen Masseur.
Der englische Verleihtitel lautet Me, Myself & Mum, der italienische Tutto suo madre.
Ende 2014 erschien der Film auf DVD und BLU-RAY. Die DVD enthält ein ca. 40-minütiges Making of. Die französische, limitierte BLU-RAY 3 Disc – Box enthält zusätzlich auch noch eine Aufzeichnung der französischen Bühnenfassung (DVD).

## Kritiken
Das Lexikon des internationalen Films fand, dass Guillaume Gallienne „in der Doppelrolle als Mutter und Sohn brilliert“. Der Film sei jedoch größtenteils „konventionell“ inszeniert und habe „neben einigen witzigen Episoden auch etliche humoristische Aussetzer, während die vorhandenen Ansätze zur Gesellschaftskritik nie vertieft werden“.

## Auszeichnungen
Maman und ich war 2014 für zehn Césars nominiert und konnte fünf Preise gewinnen:
- Bester Film
- Bester Hauptdarsteller
- Bestes adaptiertes Drehbuch
- Bester Schnitt
- Bester Erstlingsfilm
- Nominierung: Beste Regie
- Nominierung: Bester Ton
- Nominierung: Beste Nebendarstellerin
- Nominierung: Bestes Szenenbild
- Nominierung: Beste Kostüme

Der Film erhielt außerdem den Prix du Syndicat Français de la Critique für das beste französische Filmdebüt.

## Bühnenstück
Anlässlich des deutschen Filmstarts mit dem Titel Maman und ich erschien 2014 bei Rowohlt ein Taschenbuch mit dem Text des Bühnenstücks (Übersetzung: Karolina Fell). Auf dem Cover wurde das deutsche Filmplakat verwendet.
Am 17. Juni 2016 kam es zu einer ersten französischsprachigen Neuinszenierung im CREPS de St-Denis auf der Insel Reunion.
Die deutschsprachige Erstaufführung, die unter Verwendung des deutschen Filmtitels Maman und ich produziert wurde, hatte am 30. September 2016 im Berliner Theater O-TonArt Premiere.